# Prêmio Nigéria para a Ciência
O Prêmio Nigéria para a Ciência  é um prêmio de ciências da Nigéria concedido anualmente desde 2004 pela excelência em avanços científicos. É o maior prêmio científico do país. O prêmio é patrocinado pela empresa de Gás Natural Liquefeito da Nigéria. O prêmio se descreve como "trazer cientistas nigerianos para a atenção do público e celebrar a excelência em avanços científicos".

## História
O Prêmio foi inicialmente de US $ 20.000 cada em Literatura e Ciência. Este foi aumentado para US $ 30.000 em 2006, e novamente para US $ 50.000 em 2008. Em 2011, o prêmio foi aumentado para US $ 100.000.

## Vencedores
| Ano                | Ganhador                                        | Trabalho | Notas |
| ------------------ | ----------------------------------------------- | --- | --- |
| 2017 Compartilhado | Ikeoluwapo Ajayi, Ayodele Jegede e Bidemi Yusuf | Pelo trabalho intitulado: "Improving Home and Community Management of Malaria: Providing the Evidence Base                                                                                                  | Há três trabalhos de pesquisa como vencedores conjuntos, de autoria de cinco pessoas. Três em um grupo, dois autores têm trabalhos separados  |
| 2017 Compartilhado | Olugbenga Mokuola                               | Por seu trabalho intitulado: "Multifaceted Efforts at Malaria Control in Research: Management of Malaria of Various Grade"                                                                                  | Há três trabalhos de pesquisa como vencedores conjuntos, de autoria de cinco pessoas. Três em um grupo, dois autores têm trabalhos separados  |
| 2017 Compartilhado | Chukwuma Agubata                                | Por seu trabalho intitulado: "Novel Lipid Microparticles for Effective Delivery of Artemether Antimalarial Drug using a Locally-Sourced Irvingia Fat from Nuts of Irvingia Gabonensis var Excelsa (Ogbono)" | Há três trabalhos de pesquisa como vencedores conjuntos, de autoria de cinco pessoas. Três em um grupo, dois autores têm trabalhos separados. |
| 2011-2016          |                                                 | | Sem ganhador |
| 2010               | Akahehomen O. A. Ibhadode                       | Pelo trabalho "on the development of a new method in Dye Design" | [ 7 ] |
| 2009               | Andrew Jonathan Nok                             | Pela "Descoberta do gene responsável pela criação da sialidase (SD), uma enzima que causa a doença do sono (tripanossomíase) "                                                                              | [ 8 ] |
| 2008               | Ebenezer Meshida                                | Por seu trabalho intitulado : "Solution to Road Pavement Destabilisaion by the Invention of 'Lateralite'"                                                                                                   | [ 9 ] |
| 2007               |                                                 | | Sem ganhador |
| 2006               | Michael Adikwu                                  | Por seu trabalho intitulado : "Wound Healing Devices (Formulations) Containing Snail Mucins" | [ 10 ] |
| 2005               |                                                 | | Sem ganhador |
| 2004 Compartilhado | Akpoveta Susu e Kingsley Abhulimen              | Pelo trabalho intitulado : "Real-Time Computer Assisted Leak Detection/Location Reporting and Inventory Loss Monitoring System"                                                                             | Quando eles trabalhavam para a pesquisa vencedora, Kingsley era estudante de doutorado de Akpoveta Susu                                       |